# USS Helena (CL-113)
USS Helena (CL-113) – projektowany amerykański lekki krążownik typu Fargo.
W związku z postępem walk w czasie II wojny światowej, kontrakt na budowę okrętu został anulowany 5 października 1944.